# René Barbier (Rosenzüchter)

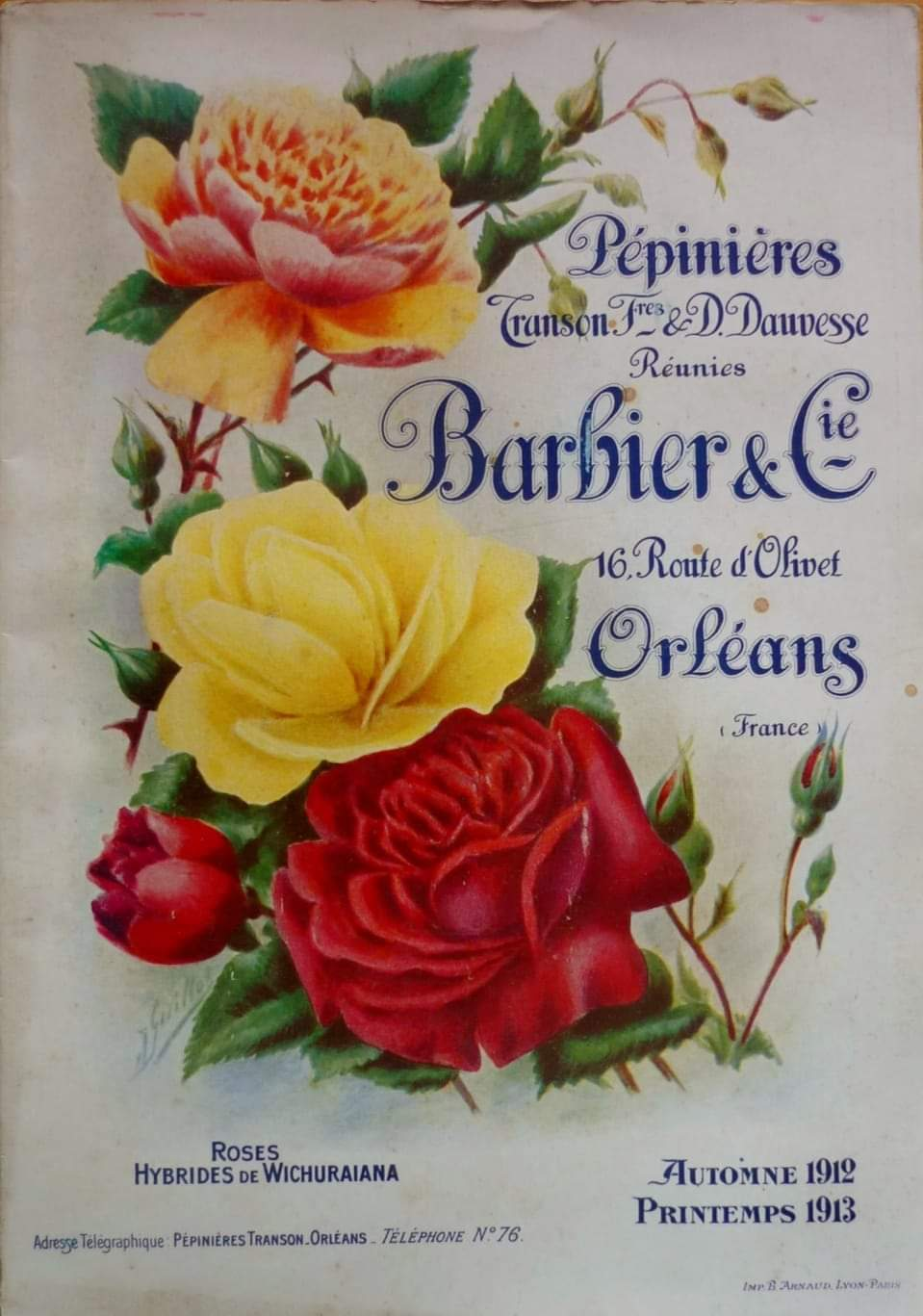
Katalog Barbier.

René Barbier (* 1869; † 1940, Olivet (Loiret)) war ein französischer Rosenzüchter. Er war der Sohn von Albert Barbier (1845–1931) und Neffe von Eugène Barbier (1849–1907).
Barbier führte die in den 1890er Jahren in Japan gefundene Rosa luciae var. wichuraiana Koidz. aus Amerika ein und züchtete aus ihren Sämlingen daraus 23 Wichuraiana-Hybriden. Er wurde dadurch zum wichtigsten Kletterrosenzüchter vor dem Ersten Weltkrieg. Außerdem waren auch seine Polyanthas mit ihren starken Farben gefragt. Sein Sohn Georges führte die Rosenzucht noch bis zum Zweiten Weltkrieg weiter, 1972 wurde dann der Betrieb ganz aufgelöst.

## Wichtige Züchtungen
- Alberic Barbier (1900)
- Paul Transom (1900)
- Léontine Gervais (1903)
- Francois Juranville (1906)
- Alexandre Girault (1909)
- Wichmoss (1911)
- La Marne (1915)
- Auguste Gervais (1918)
- Verdun  (1918)
- Albertine (1921)

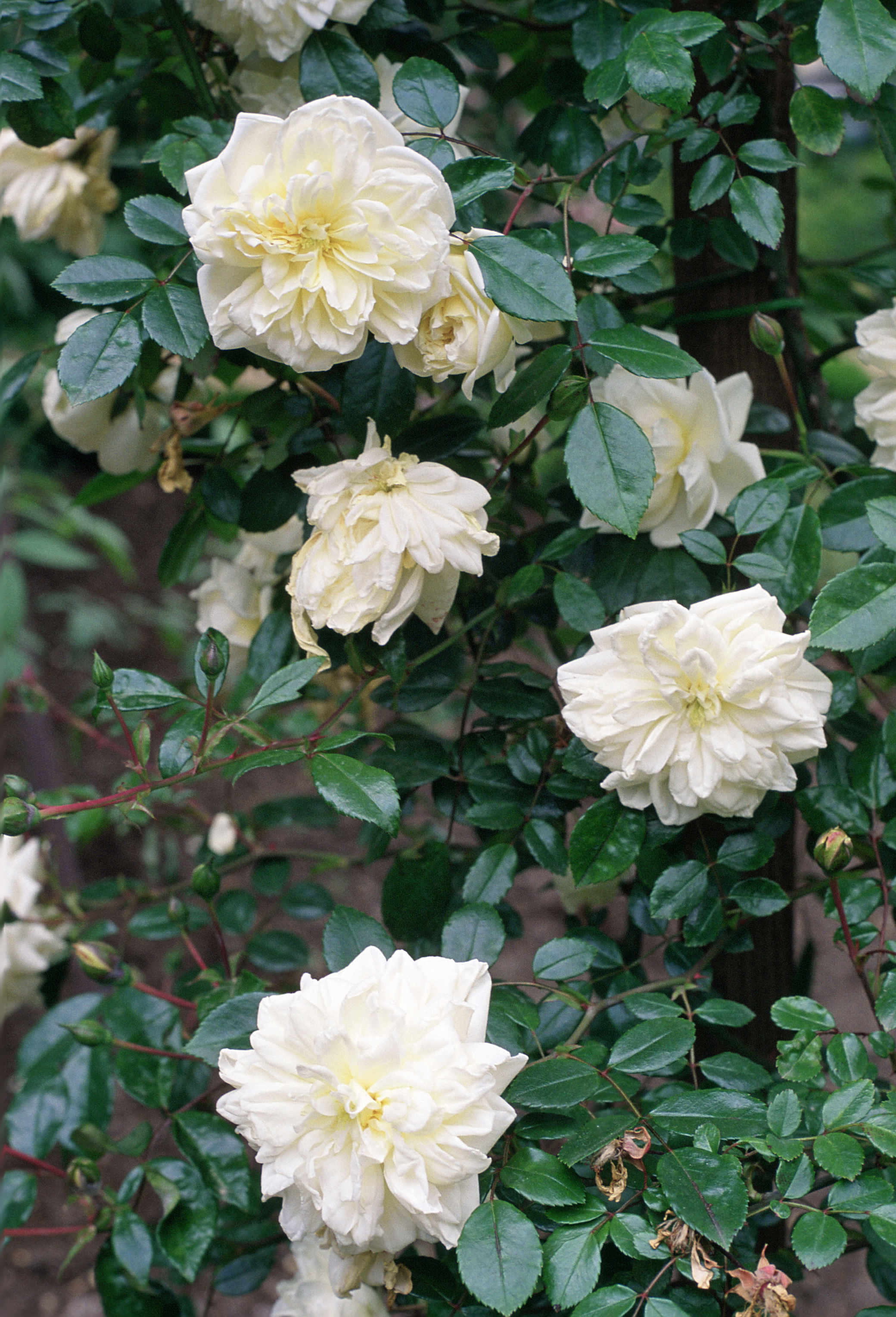
Albéric Barbier (1900)
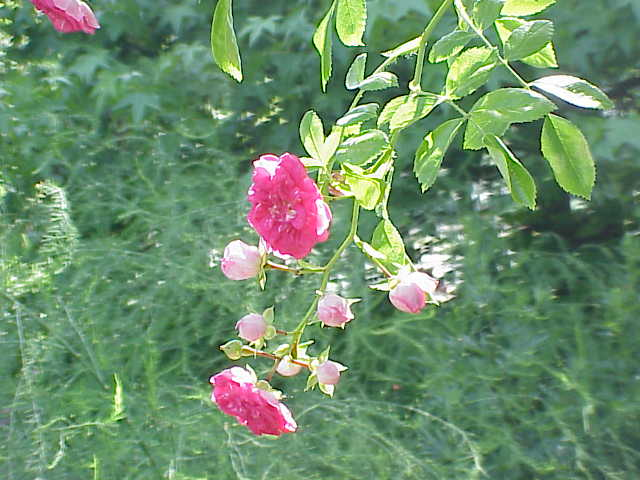
Paul Transom (1900)
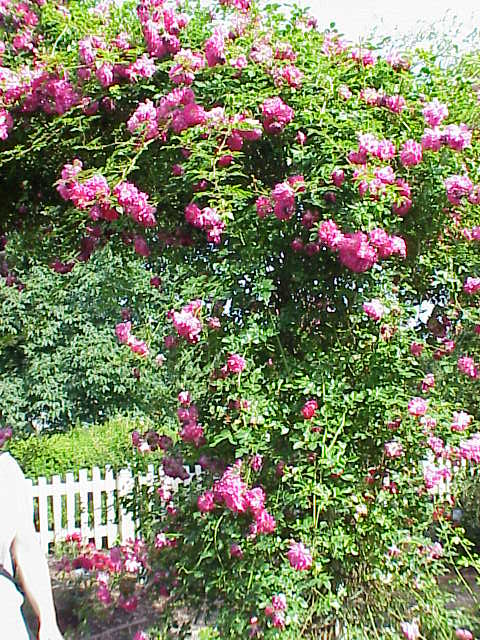
Alexandre Girault (1909)
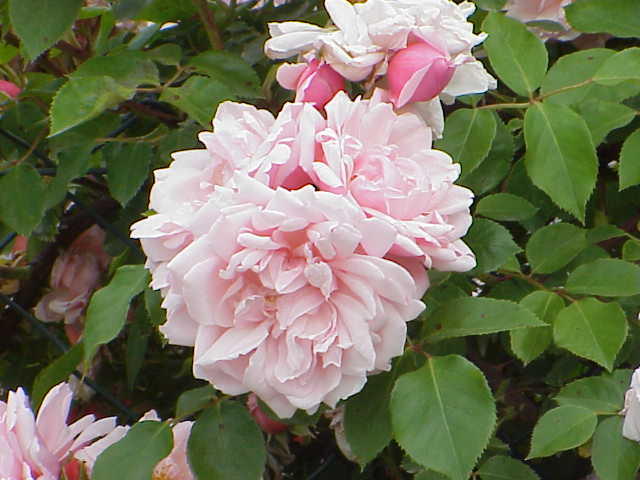
Albertine (1921)